# Княжество Ерфурт
Княжество Ерфурт (на немски: Fürstentum Erfurt) съществува от 1806 до 1814, обгръщайки в своята територия Ерфурт и лежащите около му земи, включително графството Бланкенхайн. То се подчинява директно на френския император.
Княжество Ерфурт става подвластно на Наполеон Бонапарт като имперско териториално владение (на френски: domaine réservé à l'empereur) заедно с графство Бланкенхайн след загубата на Прусия срещу Франция в битката при Йена-Ауерщед, докато останалите териториални държави в Тюрингия се включват в Рейнският съюз.